# 清水直右衛門
清水 直右衛門（しみず なおえもん、1902年12月16日 - 1945年8月6日）は、滋賀県生まれ、広島県出身のサッカー選手。ポジションはフォワード、ディフェンダー。

## 来歴
呉服商の家に生まれ、父が広島市内に店舗を構えるのに合わせて中学以前に広島市内に移住した。広島県立広島第一中学校（現：広島県立広島国泰寺高等学校）を卒業後、神戸高等商業学校に入学してサッカー部に所属し、1924年に神戸高等商業学校を卒業した。
また、鯉城蹴球団にも所属し、1923年5月に開催された第6回極東選手権競技大会のサッカー日本代表に選出され、中華民国代表戦でヘディングシュートにより1得点を決めた。日本の国際Aマッチ2ゴール目が広島出身者の代表初ゴールであった。
また、鯉城蹴球団(鯉城クラブ)の6人フォワードの一人として深山静夫らと1924年の第1回明治神宮競技大会兼ア式蹴球全國優勝競技會（第4回天皇杯全日本サッカー選手権大会）および1925年の第2回明治神宮競技大会兼ア式蹴球全國優勝競技會（第5回天皇杯全日本サッカー選手権大会と2年連続での優勝に貢献した。
1925年のライバル・御影蹴球団との準決勝は、今でも「日本サッカー史上最大の紛糾試合」として語り草になっている。10月30日の準決勝は、両チーム譲らず1-1の引き分け。その日は日没となったので延長戦は翌10月31日に行なわれ、御影蹴球団が1点を奪取して2日がかりの試合に決着をつけたと思われたが、鯉城蹴球団から抗議が起こった。御影は前日負傷した選手に代わって、登録外の選手を出場させた、というアピールだった。延々6時間、話し合いは難航に難航を重ねた。結局、鯉城蹴球団の抗議が認められ再試合になったものの、これも引き分けとなり日没になった。11月1日朝8時から延長戦だけを行い、ようやく清水が決勝ゴールを挙げ3-2となり、3日がかり4試合のケリをつけた。選手全員はクタクタに疲れ切っていたが、翌11月2日の決勝戦は東京帝国大学を3-0と一蹴して二連覇を果たした。なお、1927年の第4回明治神宮競技大会兼ア式蹴球全國優勝競技會（第7回天皇杯全日本サッカー選手権大会）での鯉城クラブのメンバーに清水の名前は無い。
現役を引退後は広島市内で呉服問屋（清水徳商店）を営む傍らで大日本蹴球協会中国支部の支部長も務めていたが、1945年8月6日の広島市への原子爆弾投下により広島市天神町において妻と共に爆死した。

## 所属クラブ
- 広島県立広島第一中学校（現：広島県立広島国泰寺高等学校）
- 神戸高等商業学校
- 鯉城蹴球団

## 代表歴

### 出場大会
- 第6回極東選手権競技大会

### 試合数
- 国際Aマッチ 2試合 1得点(1923)

| 日本代表 | 国際Aマッチ | 国際Aマッチ | その他 | その他 | 期間通算 | 期間通算 |
| 年       | 出場        | 得点        | 出場   | 得点   | 出場     | 得点     |
| -------- | ----------- | ----------- | ------ | ------ | -------- | -------- |
| 1923     | 2           | 1           | 0      | 0      | 2        | 1        |
| 通算     | 2           | 1           | 0      | 0      | 2        | 1        |

### 出場
| No. | 開催日         | 開催都市 | スタジアム     | 対戦相手   | 結果 | 監督         | 大会       |
| --- | -------------- | -------- | -------------- | ---------- | ---- | ------------ | ---------- |
| 1.  | 1923年05月23日 | 大阪府   | 大阪市立運動場 | フィリピン | ●1-2 | 西田満寿次郎 | 極東選手権 |
| 2.  | 1923年05月24日 | 大阪府   | 大阪市立運動場 | 中華民国   | ●1-5 | 西田満寿次郎 | 極東選手権 |

### 得点数
| # | 年月日        | 開催地       | 対戦国 | 勝敗 | 試合概要      |
| - | ------------- | ------------ | ------ | ---- | ------------- |
| 1 | 1923年5月24日 | 日本、大阪市 | 中国   | 1-5  | 第6回極東大会 |

※戦前の国際試合を日本サッカー協会は、Aマッチの認定をしていなかったが2007年6月、第6回以降の極東選手権大会を含む20試合をAマッチ認定に変更した。このため清水らの出場した第6回極東選手権のフィリピン戦(1923年5月23日)が、日本の国際Aマッチ第一戦となった。清水の中華民国戦での得点は、前日フィリピン戦での清水隆三に次ぐ日本の国際Aマッチ2ゴール目となる。